# Мустафа Зітуні
Мустафа Зітуні (араб. Mustapha Zitouni, 19 жовтня 1928, Алжир — 5 січня 2014, Ніцца) — французький і алжирський футболіст, що грав на позиції захисника, зокрема за збірні і Франції, і Алжиру.

## Клубна кар'єра
Народився 1928 року у Французькому Алжирі. У дорослому футболі дебютував 1950 року виступами за місцевий «Сен-Ежен Альжер», в якому провів три сезони.
1953 року перебрався до метрополії, приєднавшись до лав «Канна». За рік перейшов до складу «Монако». Відіграв за команду з Монако наступні чотири сезони своєї ігрової кар'єри. Більшість часу, проведеного у складі «Монако», був основним гравцем захисту команди.
Із загостренням війни за незалежність Алжиру Зітуні став одним із футболістів алжирського походження, який наприкінці 1950-х залишив Францію і повернувся на батьківщину. Там протягом 1960-х грав за «Шартр» та «РШ Куба».

## Виступи за збірні
1952 року включався до лав Олімпійської збірної Франції для участі у тогорічних літніх Олімпійських іграх.
Протягом 1957—1958 років взяв участь у чотирьох офіційних матчах у складі національної збірної Франції.
Пізніше, у 1963—1964 роках мав 7 ігор за збірну Алжиру.

## Подальше життя
Після завершення кар'єри гравця повернувся до Франції, де оселився на Французькій Рив'єрі. Працював у представниці авіакомпанії Air Algérie в Ніцці.
Помер 5 січня 2014 року на 86-му році життя у тому ж місті.
| Дата       | Місто    | Господарі | Результат | Гості   | Турнір            | Голи | Примітки |
| ---------- | -------- | --------- | --------- | ------- | ----------------- | ---- | -------- |
| 6-10-1957  | Будапешт | Угорщина  | 2 – 0     | Франція | товариський матч  | -    |          |
| 27-10-1957 | Брюссель | Бельгія   | 0 – 0     | Франція | Відбір до ЧС 1958 | -    |          |
| 27-11-1957 | Лондон   | Англія    | 4 – 0     | Франція | товариський матч  | -    |          |
| 13-3-1958  | Париж    | Франція   | 2 – 2     | Іспанія | товариський матч  | -    |          |
| Усього     |          | Матчів    | 4         |         | Голів             | 0    |          |